# Lilija Ludan
Lіlіja Anatolіїvna Ludan (in ucraino Лілія Анатоліївна Лудан?; traslitterazione anglosassone Liliya Anatoliïvna Ludan; Kiev, 2 giugno 1969) è un'ex slittinista ucraina.
Prima della dissoluzione dell'Unione Sovietica (1991) gareggiò per la nazionale sovietica.

## Biografia
Iniziò a gareggiare per la nazionale sovietica nelle varie categorie giovanili nella specialità del singolo, senza però ottenere risultati di particolare rilievo.
A livello assoluto esordì in Coppa del Mondo nella stagione 1987/88 e, dopo la dissoluzione dell'Unione Sovietica, fece parte della squadra ucraina. Conquistò il primo ed unico podio della carriera il 17 dicembre 1989 nel singolo ad Igls (2ª) quando ancora difendeva i colori dell'Unione Sovietica; in classifica generale, come migliore risultato, ottenne l'ottava posizione nel singolo nel 2005/06.
Partecipò a quattro edizioni dei Giochi olimpici invernali, esclusivamente nella specialità individuale: l'esordio avvenne a Nagano 1998 dove si classificò al sedicesimo posto, a Salt Lake City 2002 concluse la gara in sesta piazza, quattro anni più tardi a Torino 2006 bissò il risultato precedente giungendo nuovamente sesta ed a Vancouver 2010, in quella che fu la sua ultima manifestazione a livello internazionale ed in cui ebbe l'onore di sfilare quale portabandiera della delegazione ucraina durante la cerimonia inaugurale, si piazzò in diciannovesima posizione.
Prese parte altresì a dodici edizioni dei campionati mondiali, ottenendo quale miglior risultato il settimo posto nel singolo a Sigulda 2003 ed il sesto nella gara a squadre a Lillehammer 1995 e ad Altenberg 1996. Nelle rassegne continentali il suo più importante piazzamento fu la quinta posizione raggiunta nella prova individuale ad Altenberg 2002.

## Palmarès

### Coppa del Mondo
- Miglior piazzamento in classifica generale nel singolo: 8ª nel 2005/06.
- 1 podio (nel singolo):
  - 1 secondo posto.